# Václav Rejchl st.
Václav Rejchl st. (6. června 1853 Librantice –⁠ 24. listopadu 1928 Hradec Králové) byl český zednický mistr, stavitel a architekt. Působil především v Hradci Králové, kde patřil k protagonistům pozdního historismu a secese.

## Život

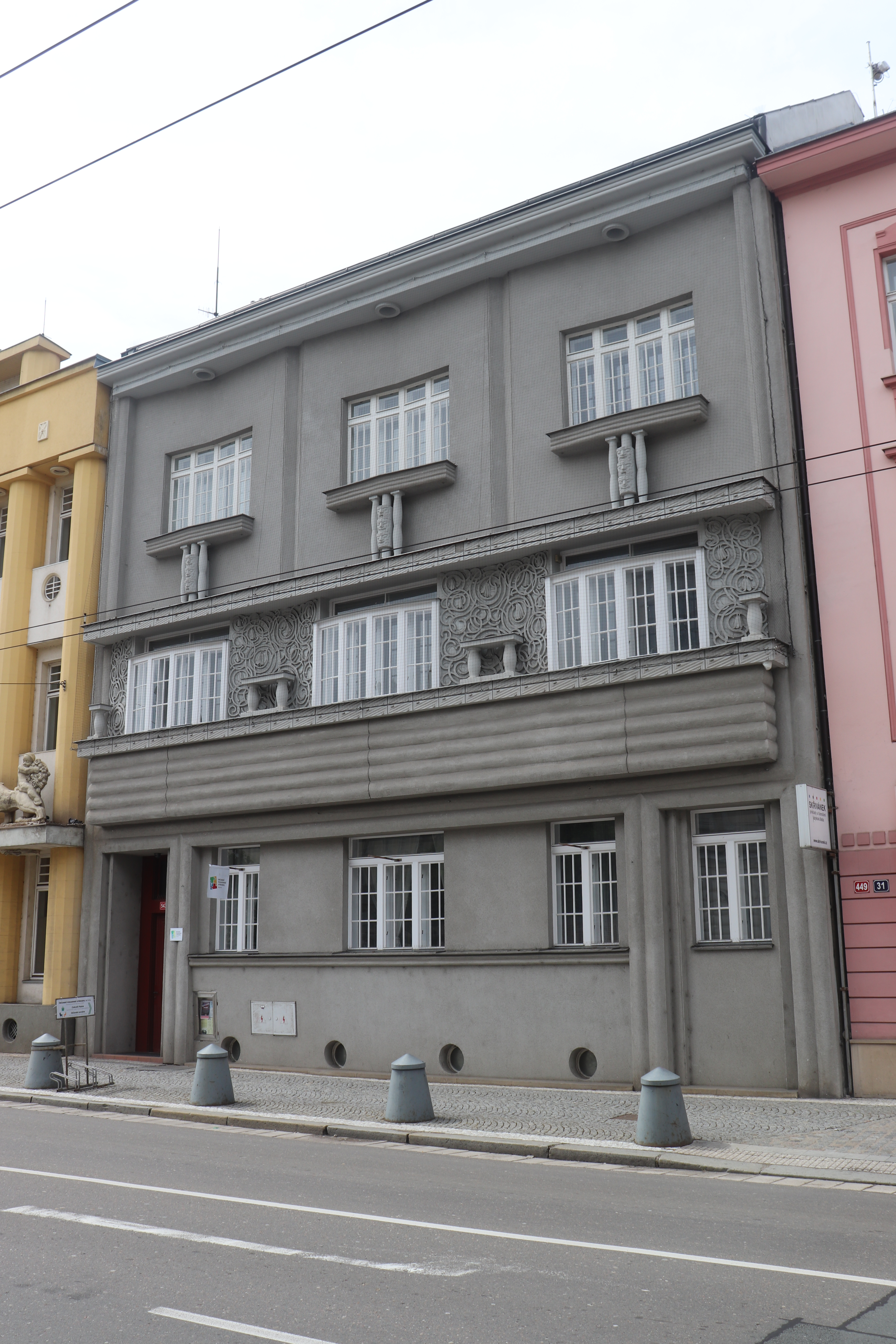
Rejchlův dům navržený Bohumilem Waigantem

Václav Rejchl st. byl synem Jiřího Rejchla, rolníka a tkalce v Libranticích, a Kateřiny Rejchlové, roz. Podstatové z Jeníkovic (její bratr Jan Podstata, Rejchlův strýc, byl řezbářem a truhlářem v Třebechovicích pod Orebem). Přestože Václav Rejchl st. nastoupil nejprve do učení do krejčovské dílny, nakonec se v dílně Antonína Černého v Černilově vyučil zedníkem. Jako tovaryš, zedník a později stavbyvedoucí pak působil na různých místech v Čechách (Praha, Roudnice nad Labem, Rychnov nad Kněžnou, Hradec Králové). V roce 1884 získal stavební koncesi a začal navrhovat a stavět samostatně, i nadále ale působil ve stavební společnosti stavitele Františka Červenky v Hradci Králové, kam v tomto roce nastoupil. V letech 1884–⁠1897 Václav Rejchl st. spolupracoval s rodinným přítelem Tomášem Suhradou, se kterým založili společnou firmu a realizovali asi sedm velkých stavebních projektů. V roce 1897 pak došlo k neshodě mezi Suhradou a královéhradeckým starostou Františkem Ulrichem, Suhrada odešel působit do Prahy a Václav Rejchl st. nadále působil v Hradci Králové bez jeho spolupráce.
V roce 1897 se také rodina Rejchlových přestěhovala z chalupy v Libranticích do Hradce Králové –⁠ zde bydleli nejdříve v bytě v činžovním domě v Divadelní ulici, poté v domku čp. 390 v Pospíšilově ulici a v roce 1913 navrhl Bohumil Waigant pro Rejchlovu rodinu a kancelář dům čp. 543 na současné třídě Československé armády (tzv. Rejchlův dům). Po přestěhování do města se Václav Rejchl st. soustředil primárně na návrhy činžovních domů a rodinných vil, jejichž výstavbu podnítila královéhradecká asanační vyhláška osvobozující novostavby od daní. Ke konci 19. století se Václav Rejchl st. dostal do závažných finančních obtíží, které zapříčinila chyba ve statickém výpočtu základů činžovních domů v Mostecké ulici pro manžele Mikešovy (Rejchl při výpočtu statiky nezohlednil nestálé podloží parcely a rozpočet na změnu základů stavby musel vyrovnat z vlastních zdrojů). Ekonomické obtíže se mu ale podařilo vyřešit. Přispěl k tomu zřejmě i prodej vily, kterou Václav Rejchl st. primárně plánoval pro vlastní rodinu, významnému občanovi města Hradce Králové MUDr. Otakaru Klumparovi.
Václav Rejchl st. se také aktivně účastnil veřejného života, byl například členem komise pro výstavbu vodní elektrárny „Hučák“ nebo členem kuratoria městského historického a průmyslového muzea v době, kdy byla právě dokončována novostavba muzea od architekta Jana Kotěry, tedy v letech 1912–1913. Během první světové války se Václav Rejchl st. věnoval především užitkovým budovám (sklady, nádraží). Po válce už Václav Rejchl st. samostatné stavby neprováděl, působil jako předseda dozorčí rady ve Společnosti stavitelů. Zemřel v roce 1928 na plicní onemocnění. Jeho pohřbu na hřbitově v Pouchově se účastnila i královéhradecká městská rada v čele se starostou Františkem Ulrichem.

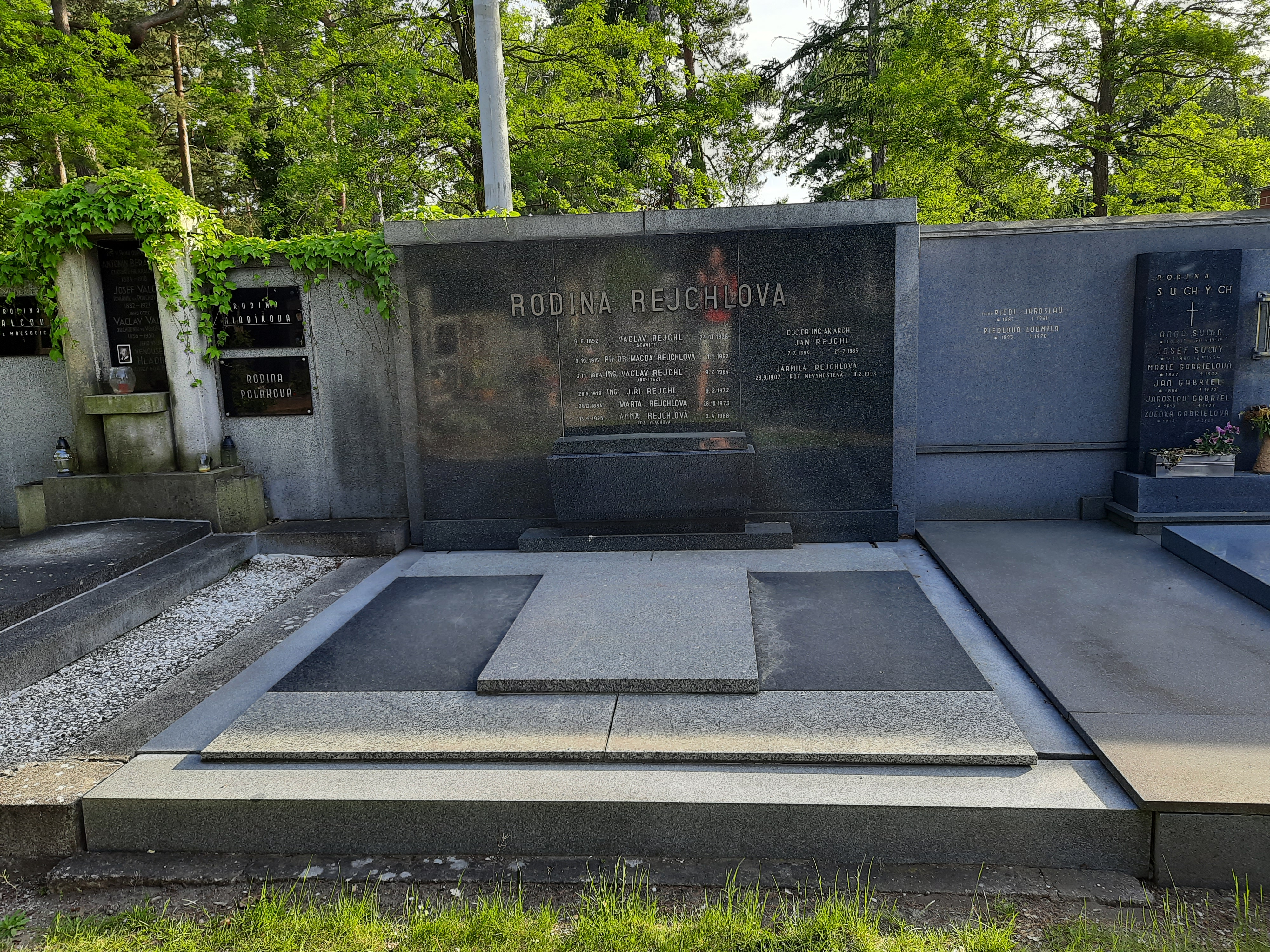
Hrobka rodiny Rejchlovy na hřbitově v Pouchově

S manželkou Annou Rejchlovou měl Václav Rejchl st. mj. syny Václava ml. (1884–⁠1964) a Jana (1899–⁠1985), kteří se rovněž stali architekty. Vnuken Václava Rejchla st. je architekt doc. ing. arch. Milan Rejchl, CSc.

## Dílo
Není-li uvedeno jiné místo realizace, nachází se stavba v Hradci Králové.
- úprava vlastní chalupy v Libranticích[4]
- spolupráce na stavbě domku pro pana Josefa Ludvíka v Jeníkovicích (2. polovina 80. let 19. století)[4]
- dva činžovní domy čp. 82 a 83 v ulici V Kopečku v Hradci Králové (1884)[5][4]
- základy hostince u divadla a stavba samotného Klicperova divadla v Hradci Králové (1888)[5]
- stavba věže evangelického kostela v Černilově (1890)[5]
- stavba dvou výstavních pavilonů pro Hospodářskou, průmyslovou a národopisnou výstavu v Hradci Králové (1894)[5] –⁠ Václav Rejchl st. získal zlatou výstavní medaili za stroj na výrobu rákosového pletiva pro stavby stropů
- dům pro J. a A. Mikešovy na rohu Mostecké ulice a v tehdejší Jiříkově třídě (1893–⁠96)[5]
- neorenesanční činžovní dům čp. 287 a 290 na dnešní třídě Československé armády (1895–⁠96)[7][4]
- domy na Velkém náměstí čp. 151 a 152 pro A. Sluku a pana Žaloudka na podsíni se sgrafity od Jana Kouly, spolupráce s Tomášem Suhradou (1897)[5][4][3]
- rohový dům s lékárnou čp. 390 v Pospíšilově ulici v Hradci Králové, sgrafita od Jana Kouly; Rejchlovi zde do roku 1913 bydleli (1904)[4][5][7]
- Wiplerova vila, Orlické nábřeží čp. 376 (1902)[7]
- Vieweghova vila (vila Karla Viewegha), Nezvalova čp. 377 (1902–⁠03)[7]
- Vila Morušovka, rodinný dům Josefa Bečičky a později dům rodiny Hájkových, Plácelova čp. 374 (1902)[4][7]
- Horákova vila[5]
- vila Jana Rabase, Pospíšilova čp. 314 (1904)[5][4]
- Podhorova vila[5]
- Otavova vila[5]
- Zimmerova vila[5]
- Pazourkova vila[5]
- Chrudimského vila[5]
- Klumparova vila (1905–⁠06)[7]
- dům ing. Stejskala (1905)[3]
- činžovní domy Švendova čp. 312, 444 a 520 (1907–⁠12)[4][3]
- vila Jana Sixty; spolupráce s Václavem Rejchlem ml. (1908–⁠09)[7]
- vila Karla Jandy, Střelecká čp. 461; spolupráce s Václavem Rejchlem ml. (1909–⁠10)[7][4]
- vila profesory Vocáska (1909)[3]
- vila pro rodinu Kavalírových, Zámeček čp. 440 (1909–⁠11)[4]
- vila pro rodinu Mayerových, Zámeček čp. 38 (1909–⁠11)[4]
- dům pro lesmistra R. Hackera na Pouchově (1910)[3]
- vila ředitele Nováka Na Příkopech v Hradci Králové (1910)[3]
- školní budova v Libranticích; spolupráce s Václavem Rejchlem ml. (1910)[4]
- Lutherův ústav, dnešní Husův dům na Kavčím plácku; spolupráce s Václavem Rejchlem ml. (1914)[7]
- nádražní budova a sklad na Slezském Předměstí, nádraží v Kuklenách, sklad ve Lhotě pod Libčany (1915–⁠16)[4][7]

## Galerie

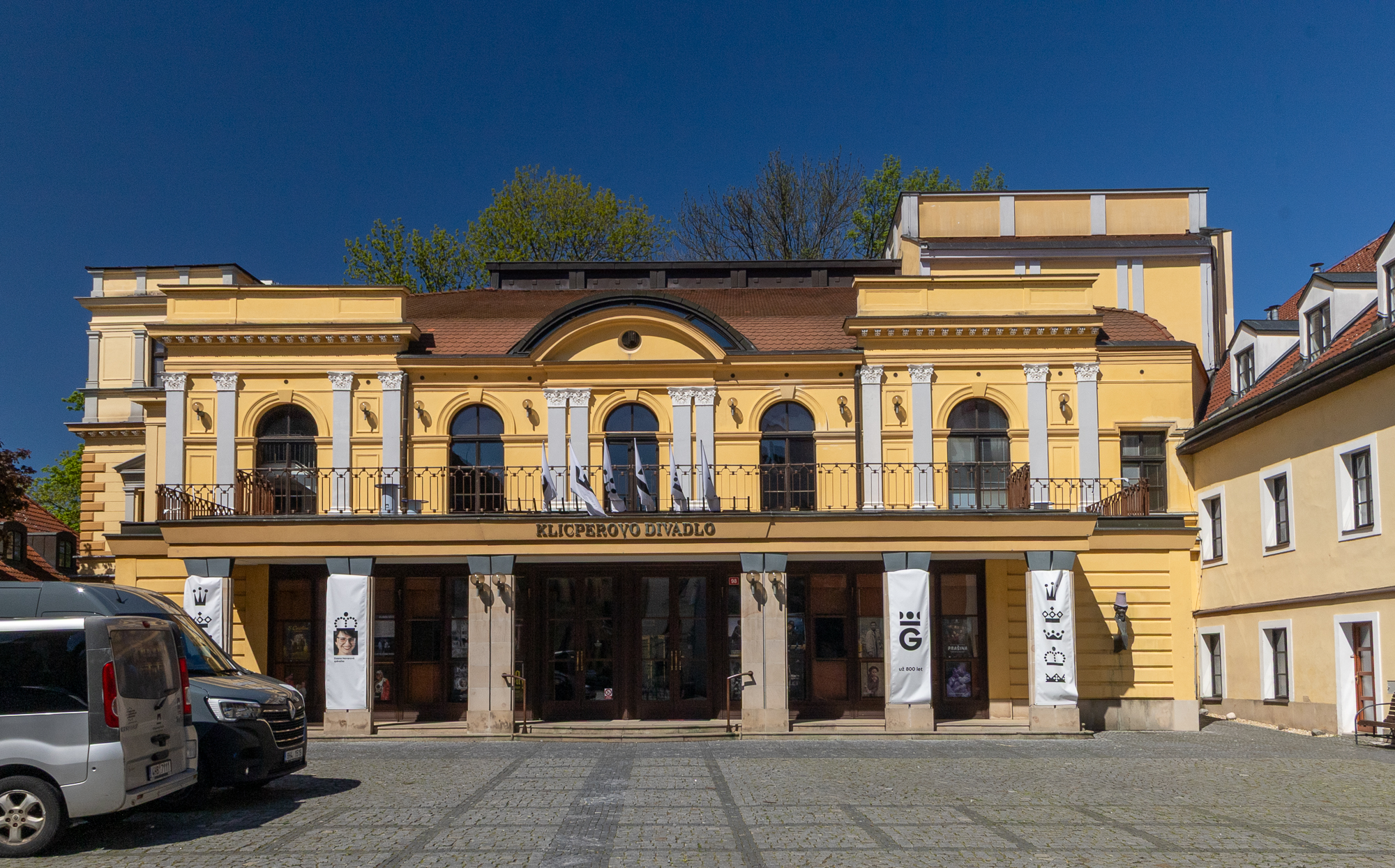
Klicperovo divadlo v Hradci Králové
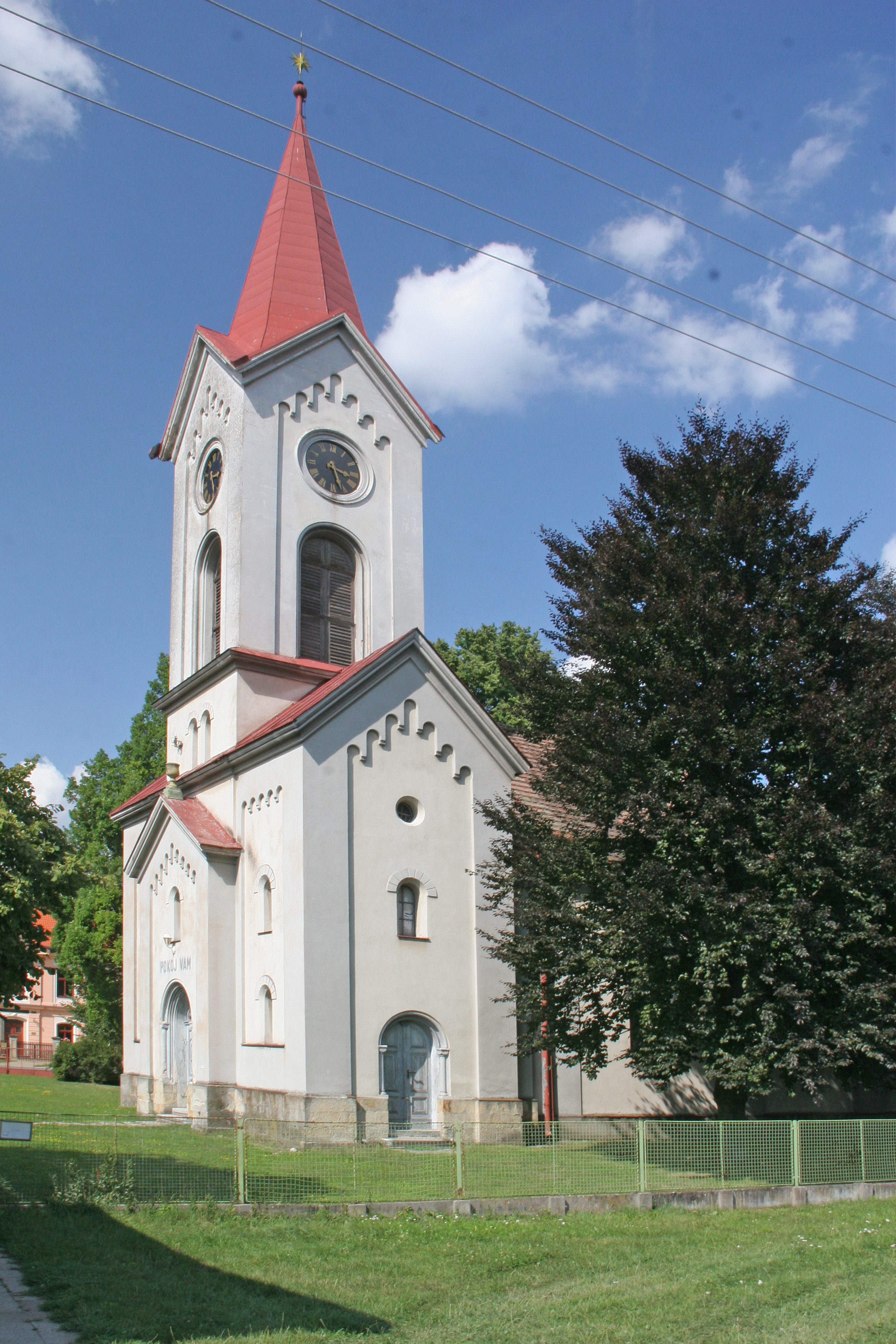
Evangelický kostel Černilov
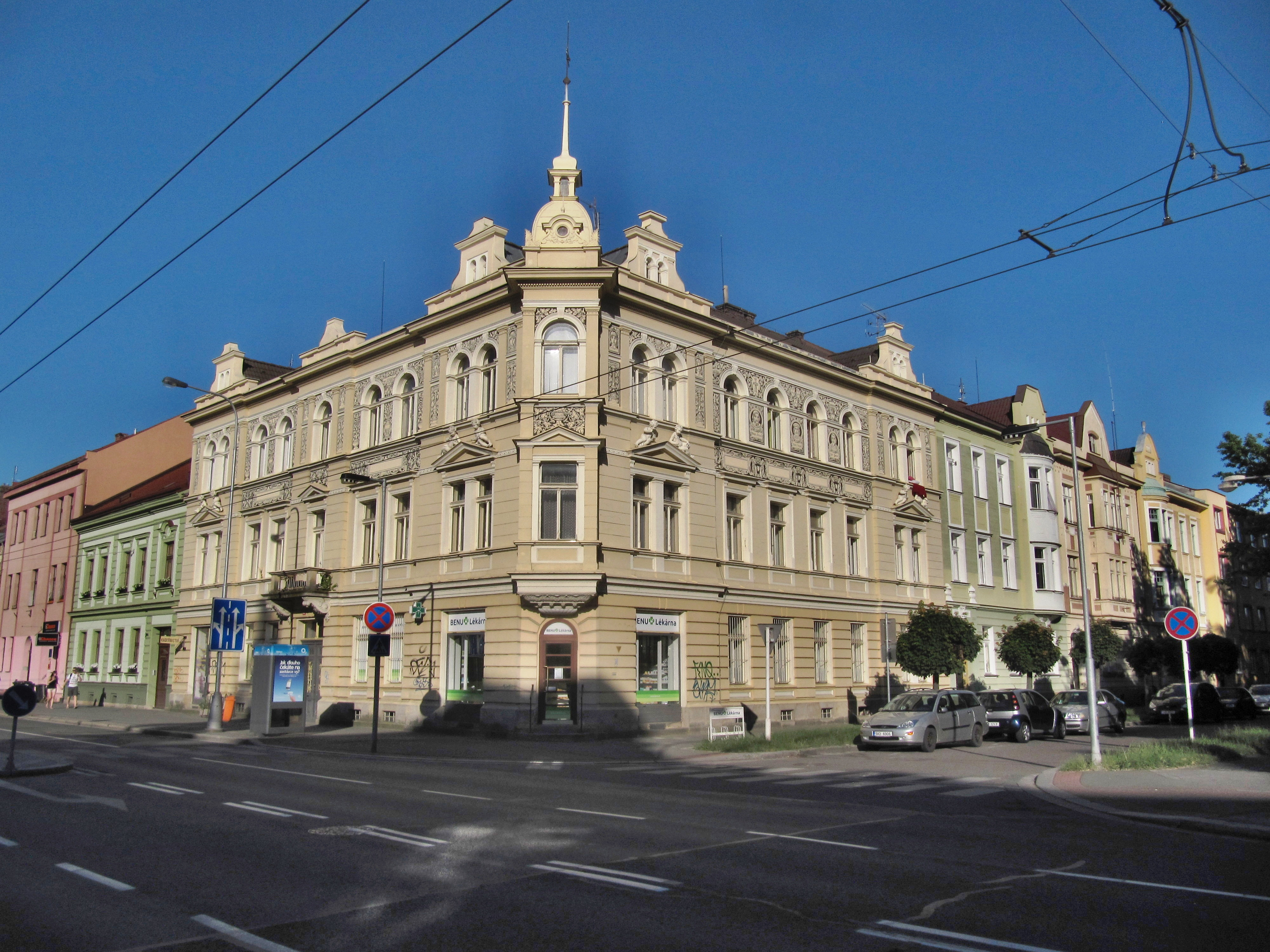
Dům Pospíšilova čp. 390, sgrafita Jana Kouly
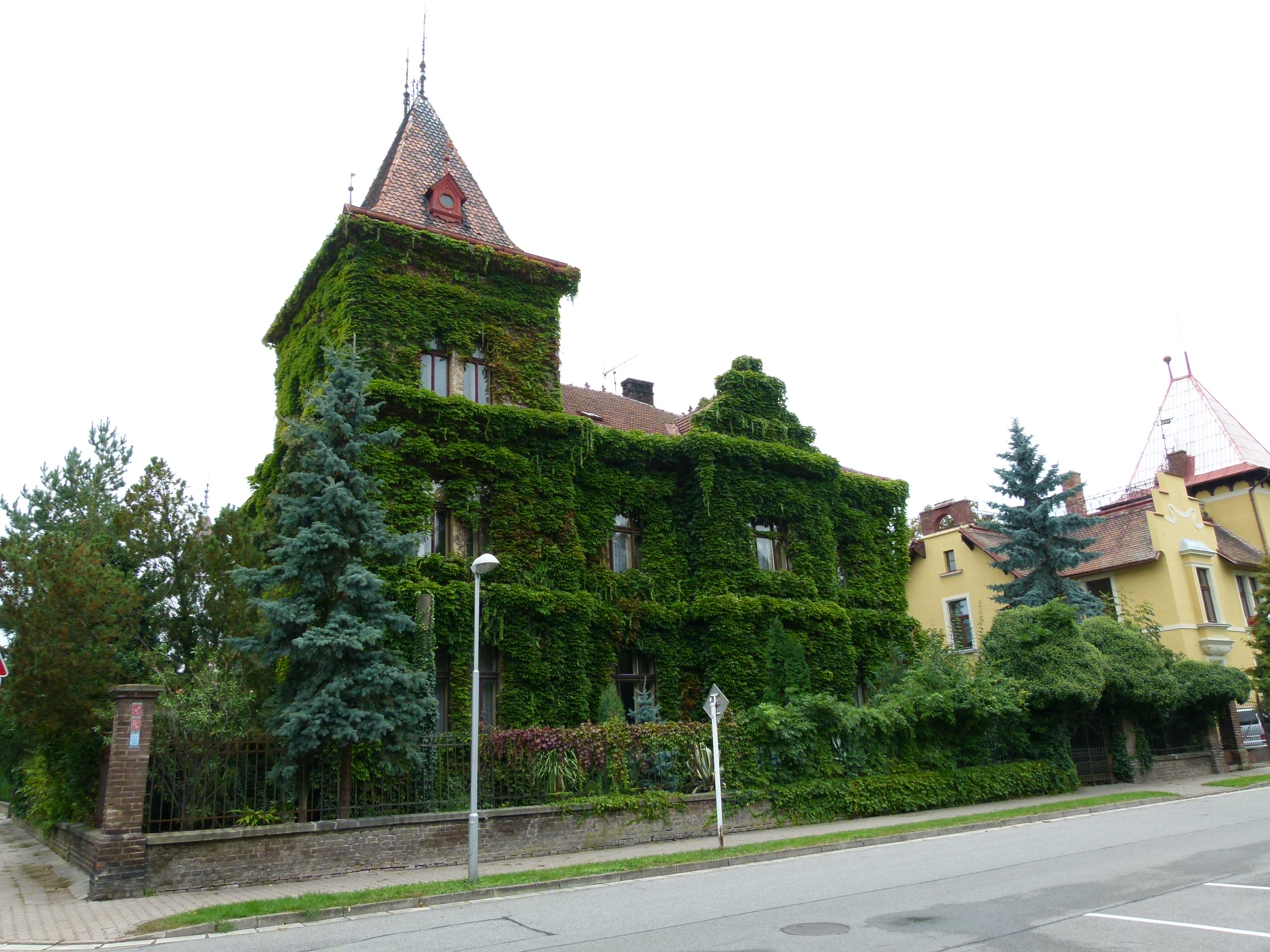
Wiplerova vila
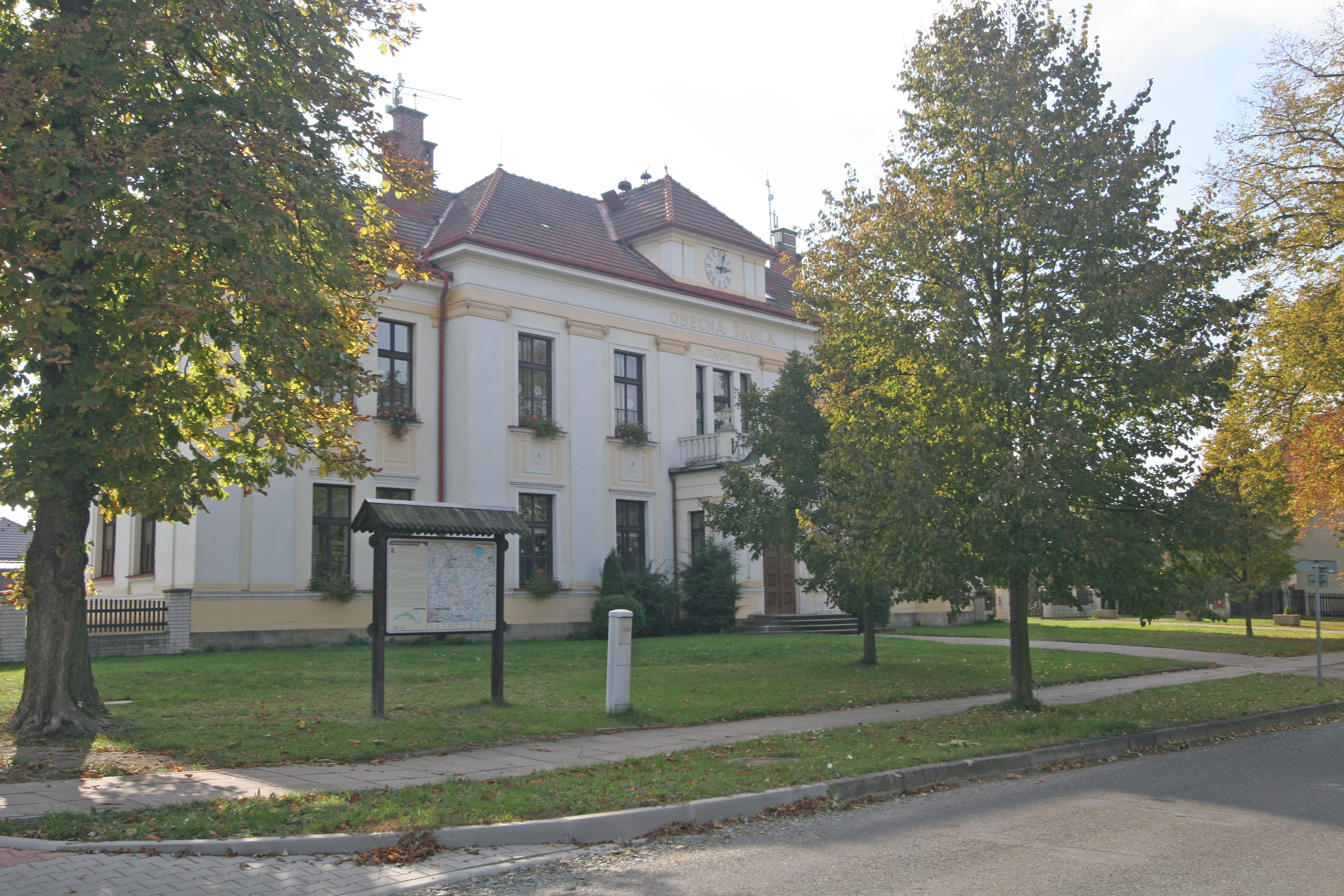
Škola v Libranticích
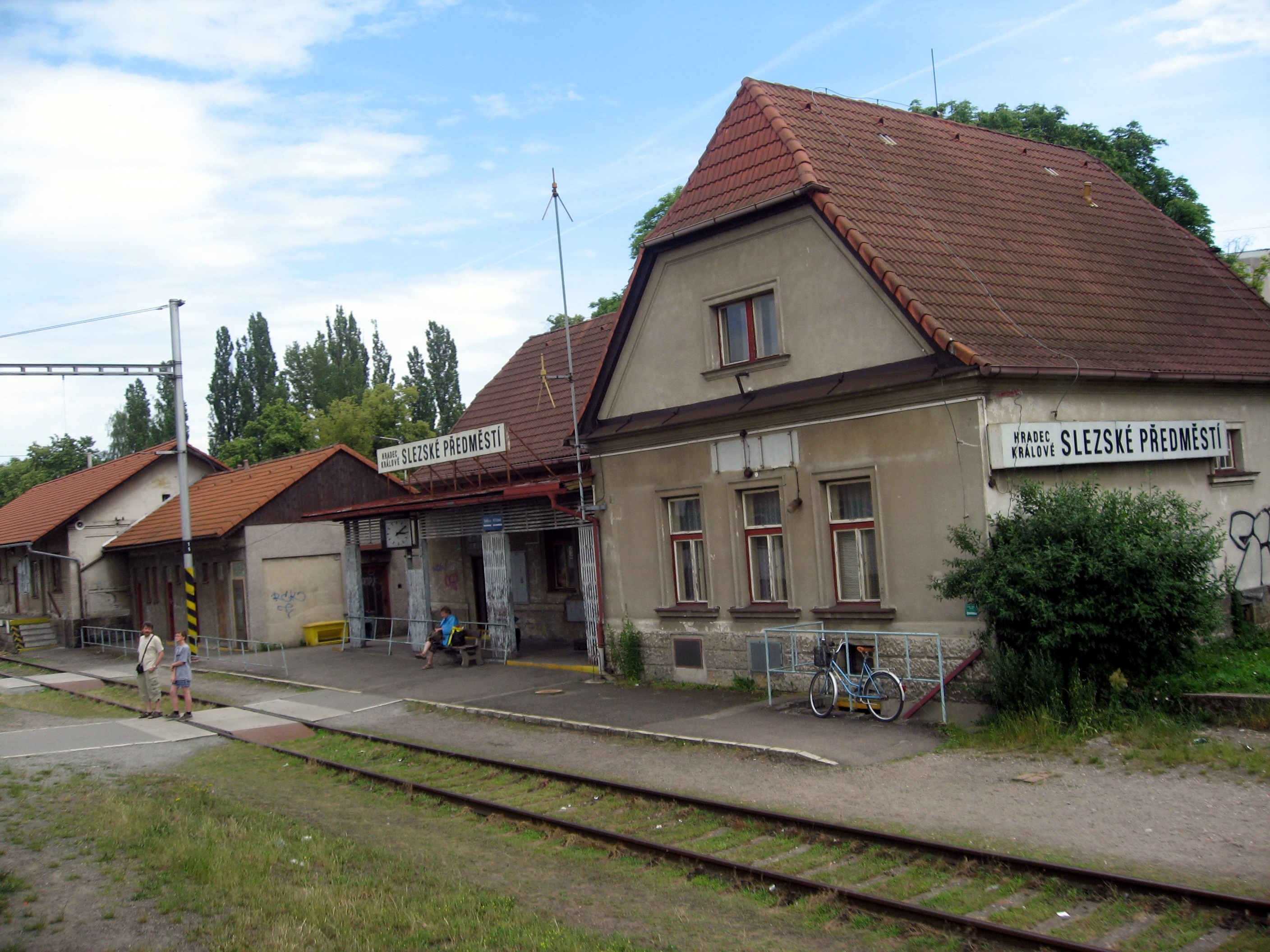
Nádraží Slezské Předměstí
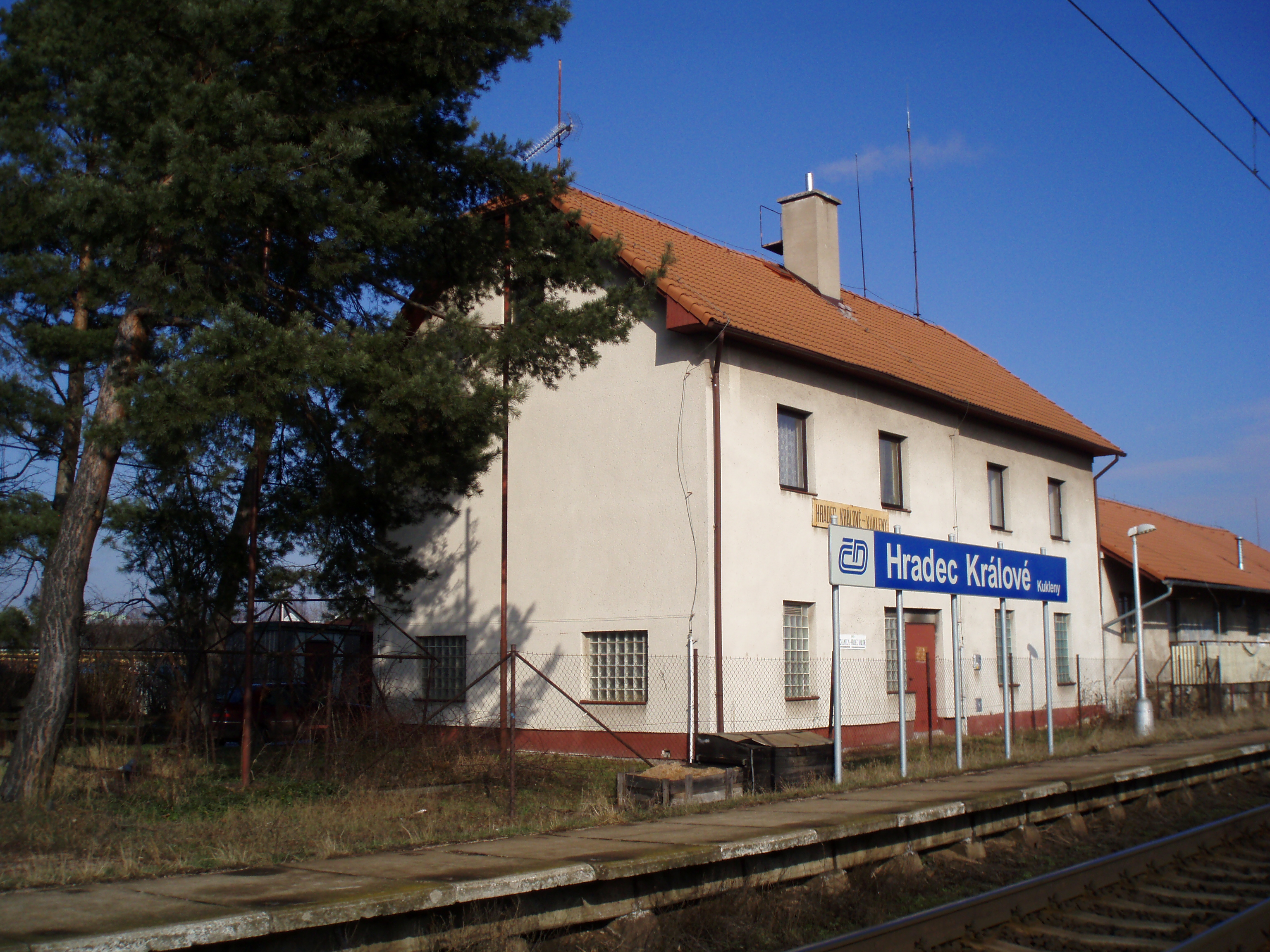
Nádraží Kukleny